# Okręg wyborczy Barton
Okręg wyborczy Barton (ang. Division of Barton) – jednomandatowy okręg wyborczy do Izby Reprezentantów Australii, obejmujący część południowo-wschodniego Sydney. Został ustanowiony w 1922 roku, jego patronem jest pierwszy premier zjednoczonej Australii Edmund Barton. Jest zaliczany do okręgów, w których żadna partia nie posiada historycznej przewagi ani wyjątkowo silnej bazy poparcia, a tym samym w każdych wyborach o zwycięstwo w nim toczy się zażarta walka.

## Lista posłów
| okres urzędowania | poseł              | przynależność                     |
| ----------------- | ------------------ | --------------------------------- |
| 1922-1925         | Frederick McDonald | Australijska Partia Pracy         |
| 1925-1928         | Thomas Ley         | Nacjonalistyczna Partia Australii |
| 1928-1931         | James Tully        | Australijska Partia Pracy         |
| 1931-1940         | Albert Lane        | Partia Zjednoczonej Australii     |
| 1940-1958         | Herbert Vere Evatt | Australijska Partia Pracy         |
| 1958-1966         | Len Reynolds       | Australijska Partia Pracy         |
| 1966-1969         | William Arthur     | Liberalna Partia Australii        |
| 1969-1975         | Len Reynolds       | Australijska Partia Pracy         |
| 1975-1983         | Jim Bradfield      | Liberalna Partia Australii        |
| 1983-1996         | Gary Punch         | Australijska Partia Pracy         |
| 1996-2013         | Robert McClelland  | Australijska Partia Pracy         |
| 2013-2016         | Nickolas Varvaris  | Liberalna Partia Australii        |
| od 2016           | Linda Burney       | Australijska Partia Pracy         |

źródło:

## Dawne granice

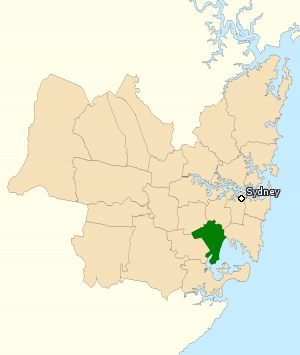
Okręg w granicach z 2010 roku